# 炮里街道
炮里街道（亦作砲里街道），是中华人民共和国陕西省西安市长安区下辖的一个街道办事处。
2011年，陕西省民政厅批复同意撤销乡建制，设立砲里街道办事处。

## 行政区划
炮里街道下辖以下地区：
炮里村、后村、北桑村、前村、留村、布村、南桑村、东岭村、西岭村、姚车村、韩家村、杨魏村、寨子村、西坳村、上塬村、答咀村、古沟村、柏坊村和新村。